# Glafira Ziegelmann
Glafira Ziegelmann, née le 26 avril 1871 à Orenbourg (Russie) et morte en octobre 1935, est une médecin française d'origine russe, formée à la faculté de médecine de l'université de Montpellier, où elle étudie de 1894 à 1899. Elle est ensuite gynécologue-obstétricienne à Montpellier.
Elle est la première femme interne des hôpitaux de l'université de Montpellier et la première à être admissible à l'agrégation de médecine (1910). Elle n’obtiendra pas l’agrégation, ayant été interdite de passer les épreuves orales au motif qu’elle est une femme.

## Biographie

### Origines familiales et formation
Glafira Ziegelmann naît à Orenbourg, ville située au sud de l’Oural, dans une famille de riches propriétaires terriens. 
Elle fait ses études secondaires en Russie, puis, ayant obtenu l’équivalent du baccalauréat français, part étudier d'abord en Suisse[réf. nécessaire], puis en France en 1893. Elle est alors accompagnée de Raïssa Lesk, future mère de Joseph Kessel (1898-1979), qui veut aussi étudier la médecine en France. 
Glafira fait de brillantes études à la faculté de médecine de Montpellier. Première femme interne de cette faculté, elle soutient le 17 mai 1899 une thèse consacrée au traitement de la maladie de Basedow. 
Elle se marie alors avec le Français Amans Gaussel (1871-1937), lui aussi titulaire du doctorat en médecine en 1899. Ils font leur voyage de noces en Russie. Ils auront deux enfants.

### Carrière à Montpellier
En 1903, elle devient chef de clinique dans le service d’obstétrique et gynécologie. 
En 1907, sa demande de passer l'agrégation de médecine est refusée, mais elle est autorisée à le faire en 1910 : elle est admissible à l'écrit (les copies sont anonymes), première femme dans ce cas, mais il lui est interdit de passer les épreuves orales pour l’unique raison qu’elle est femme.

### Événements familiaux et voyages en Russie
À la mort de sa mère en 1906, elle se rend en Russie pour assister à ses obsèques. 
Son père, Alexandre Ziegelmann, meurt en 1913. Les Gaussel envisagent un autre voyage en Russie en 1914, mais le déclenchement de la guerre en août 1914 empêche qu'il ait lieu.

### Première Guerre mondiale et après-guerre
Durant la Première Guerre mondiale, elle remplace son mari, qui est mobilisé comme médecin chef d'un sanatorium qu’il a créé. Elle soigne les soldats russes dans un hôpital qui leur est dédié[Où ?]. 
À la fin de la guerre, elle reprend son travail de gynécologue et assure aussi l'inspection médicale d'écoles et de crèches. 

### Mort et funérailles
Elle meurt en 1935, à 64 ans, d’une insuffisance cardiaque.

## Distinctions
En 1910, elle obtient le titre d'officier dans l'ordre des Palmes académiques. 

### La thèse de Glafira Ziegelmann et la maladie de Basedow
- Ziegelmann Glafira, Pathogénie et traitement de la maladie de Basedow (thèse de Montpellier), Montpellier, Firmin et Montane, 1899, 79 p. (lire en ligne)
- Thoma, « Pathogénie et traitement de la Maladie de Basedow, par Mlle Glafira Ziegelmann », Revue neurologique, volume VII, 1899, page 709, en ligne (vérifié le 9 février 2025). L'auteur, qui signe simplement « Thoma », de cette recension d'une dizaine de ligne indique en en-tête : « Revue de 78 p. Bonne bibliographie »).
- (de) Carl Christian Schmidt, Schmidt's Jahrbücher der in- und ausländischen gesammten Medizin, 1900, 724 p. (lire en ligne), p. 27[pas clair][6]

### Ouvrages biographiques
- Fabre-Rousseau Caroline, Elles venaient d'Orenbourg, Chèvre-feuille étoilée, 2020, 229 p.

- Jacqueline Fontaine et Simone Gilgenkrantz, « Portrait de trois femmes médecins de la faculté de Montpellier », Histoire des Sciences médicales, Tome XLIX, n°3/4, 2015, en ligne en ligne sur le site Numerabilis (vérifié le 9 février 2025).